# Данилевський Олексій Іванович
Данилевський Олексій Іванович (1770 — 1815, Москва) — український медик, доктор медицини, викладач Московського університету. Вихованець Києво-Могилянської академії.

## Біографія
У 1790-х роках навчався в Києво-Могилянській академії. Продовжив освіту в Московському університеті, який закінчив 1803 року. Подальша діяльність пов'язана з роботою в цьому навчальному закладі.
Працював прозектором (1804–1811).
27 червня 1805 року отримав статус доктора медицини і обраний ад'юнкт-професором повивального мистецтва. Одночасно — професор повивального інституту Московського виховного будинку. Був одним з провідних акушерів Російської імперії.
1813 року затверджений екстраординарним професором акушерства при Московському університеті, де, крім свого предмета, читав курс хірургії та дитячих хвороб.
Володів латинською мовою, якою читав лекції.
Друкувався в наукових медичних часописах.
Помер на 46 році життя. Похований у Москві.